# Wereldkampioenschappen baanwielrennen 1923
De wereldkampioenschappen baanwielrennen 1923 werden van 18 tot en met 26 augustus 1923 gehouden in het Zwitserse Zürich. Er stonden drie onderdelen op het programma, twee voor beroepsrenners en een voor amateurs.

## Uitslagen

### Beroepsrenners
| Onderdeel | Goud          | Goud        | Zilver          | Zilver    | Brons            | Brons           |
| --------- | ------------- | ----------- | --------------- | --------- | ---------------- | --------------- |
| Sprint    | Piet Moeskops | Nederland   | Gabriel Poulain | Frankrijk | Ernest Kauffmann | Zwitserland     |
| Stayeren  | Paul Suter    | Zwitserland | Léon Parisot    | Frankrijk | Karl Wittig      | Weimarrepubliek |

### Amateurs
| Onderdeel | Goud           | Goud      | Zilver         | Zilver    | Brons                       | Brons     |
| --------- | -------------- | --------- | -------------- | --------- | --------------------------- | --------- |
| Sprint    | Lucien Michard | Frankrijk | Toine Mazairac | Nederland | Gerard Bosch van Drakestein | Nederland |

### Medaillespiegel
| Plaats | Land            | Goud | Zilver | Brons | Totaal |
| 1      | Frankrijk       | 1    | 2      | 0     | 3      |
| 2      | Nederland       | 1    | 1      | 1     | 3      |
| 3      | Zwitserland     | 1    | 0      | 1     | 2      |
| 4      | Weimarrepubliek | 0    | 0      | 1     | 1      |
| Totaal | Totaal          | 3    | 3      | 3     | 9      |